# Rhinesuchus
Rhinesuchus és un gènere de gran amfibi temnospòndil que va viure al Permià. Les seves restes fòssils s'han trobat a Sud-àfrica.

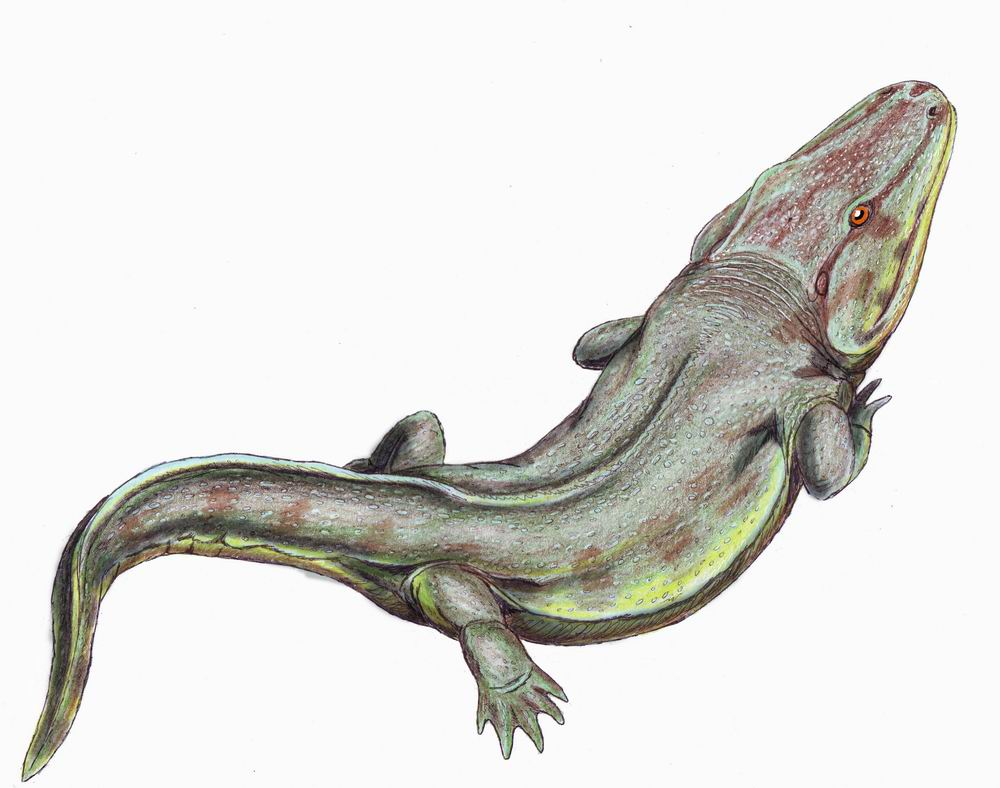
Rhinesuchus